# グリーンランド大学

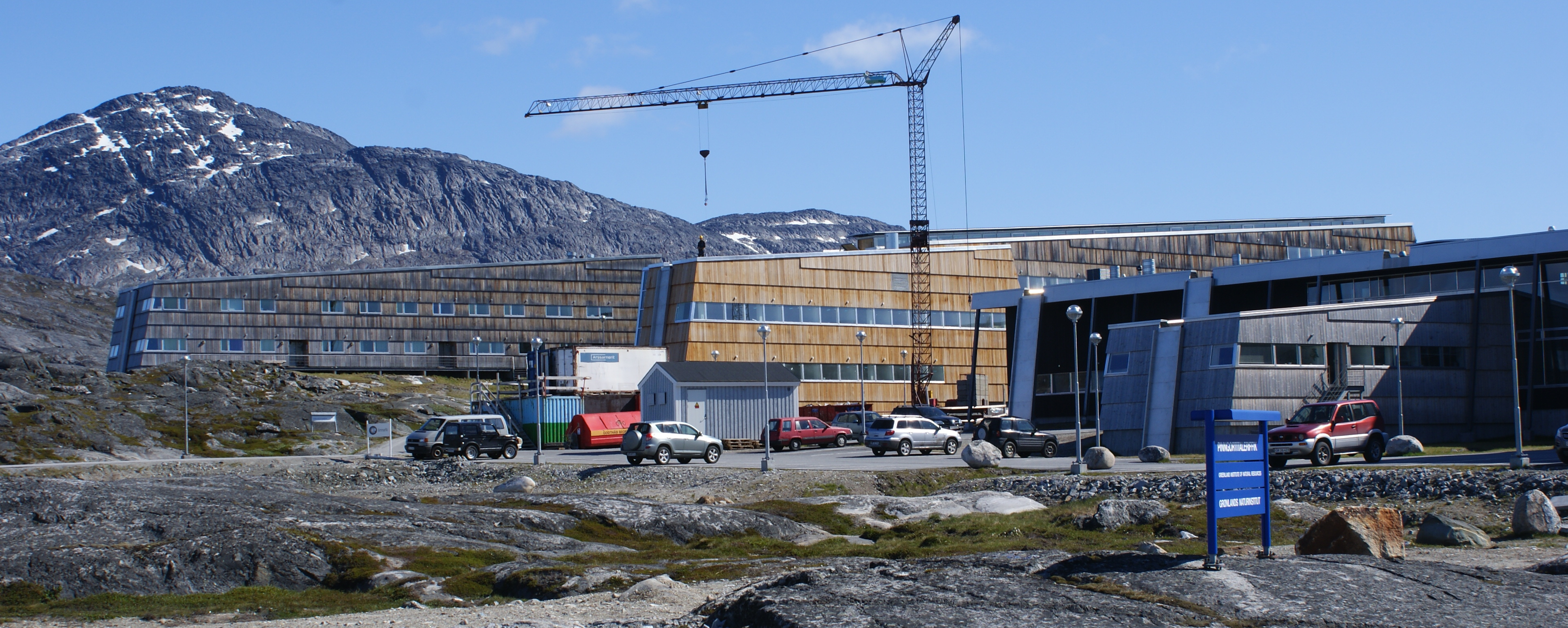
グリーンランド大学

グリーンランド大学 (グリーンランドだいがく、グリーンランド語: Ilisimatusarfik; デンマーク語: Grønlands Universitet）は、グリーンランド最大の都市ヌークにある大学。ほとんどのコースはデンマーク語で行われているが、一部グリーンランド語の授業もある。1987年に設立された。2006年現在の学生数は約120名、教授陣は13名。

## 学部
グリーンランド大学には4つの学部がある。
- 経済（経済・法律・商業・マネジメントなど）
- 文化・社会学
- グリーンランド語・文学
- 神学